# Lycoperdon niveum
Lycoperdon niveum är en svampart som tillhör divisionen basidiesvampar, och som beskrevs av Hanns Kreisel 1969. Lycoperdon niveum ingår i släktet Lycoperdon, och familjen röksvampar. Det är osäkert om arten förekommer i Sverige.